# Данія на зимових Олімпійських іграх 2018
Данія на зимових Олімпійських іграх 2018, що проходили з 9 по 25 лютого 2018 у Пхьончхані (Південна Корея), була представлена 16 спортсменами в 4 видах спорту.

## Спортсмени
| Вид спорту          | Чоловіки | Жінки | Всього |
| ------------------- | -------- | ----- | ------ |
| Гірськолижний спорт | 1        | 1     | 2      |
| Керлінг             | 5        | 5     | 10     |
| Ковзанярський спорт | 2        | 1     | 3      |
| Лижні перегони      | 1        | 0     | 1      |
| Усього              | 9        | 7     | 16     |